# Distrito de Klatovy
El distrito de Klatovy es uno de los siete distritos que forman la región de Pilsen, República Checa, con una población estimada a principio del año 2018 de 86 318 habitantes. Se encuentra ubicado al oeste del país, al oeste de Praga, cerca de la frontera con Alemania. Su capital es la ciudad de Klatovy.

## Localidades (población año 2018)
- Běhařov 216
- Běšiny 820
- Bezděkov 926
- Biřkov 131
- Bolešiny 774
- Břežany 192
- Budětice 285
- Bukovník 72
- Čachrov 503
- Černíkov 341
- Červené Poříčí 233
- Chanovice 712
- Chlistov 136
- Chudenice 771
- Chudenín 616
- Číhaň 205
- Čímice 183
- Dešenice 684
- Dlažov 479
- Dlouhá Ves 840
- Dobršín 105
- Dolany 913
- Domoraz 53
- Dražovice 159
- Frymburk112
- Hamry 124
- Hartmanice 1000
- Hejná 164
- Hlavňovice 483
- Hnačov 91
- Horažďovice 5344
- Horská Kvilda 66
- Hrádek 1391
- Hradešice 418
- Janovice nad Úhlavou 2227
- Javor 70
- Ježovy 236
- Kašperské Hory 1462
- Kejnice 103
- Klatovy 22 288
- Klenová 114
- Kolinec 1456
- Kovčín 82
- Křenice 211
- Kvášňovice 123
- Lomec 132
- Malý Bor 512
- Maňovice 49
- Měčín 1153
- Mezihoří 63
- Mlýnské Struhadlo 54
- Mochtín 1037
- Modrava 78
- Mokrosuky 124
- Myslív 426
- Myslovice 127
- Nalžovské Hory 1163
- Nehodiv 69
- Nezamyslice 208
- Nezdice na Šumavě 313
- Nýrsko 4930
- Obytce 198
- Olšany 210
- Ostřetice 73
- Pačejov 751
- Petrovice u Sušice 623
- Plánice 1651
- Podmokly 154
- Poleň 285
- Prášily 153
- Předslav 772
- Rabí 497
- Rejštejn 254
- Slatina 104
- Soběšice385
- Srní 228
- Strašín 315
- Strážov 1408
- Sušice 11 146
- Svéradice 322
- Švihov 1689
- Tužice 93
- Týnec 341
- Újezd u Plánice 119
- Velhartice 829
- Velké Hydčice 252
- Velký Bor 551
- Vřeskovice 304
- Vrhaveč 884
- Zavlekov 416
- Zborovy 104
- Železná Ruda 1630
- Žichovice 653
- Žihobce 572